# Artrosis
La artrosis u osteoartritis es una enfermedad degenerativa crónica de lenta progresión común en la edad avanzada que afecta a las articulaciones móviles del cuerpo, caracterizada por dolor articular, sensibilidad acentuada, rigidez, alteración en la movilidad, crepitaciones y derrame. Se genera a partir del daño acumulativo proveniente de lesiones microscópicas y macroscópicas en dichas articulaciones que activan una respuesta de reparación mal adaptada que incluye la activación de vías proinflamatorias del sistema inmunitario innato. El trastorno se manifiesta primero a nivel molecular y celular (metabolismo anormal de los tejidos de la articulación) seguido de alteraciones anatómicas o fisiológicas (degradación y pérdida del cartílago, remodelación del hueso, formación de osteofitos, inflamación sinovial, esclerosis y engrosamiento del hueso subcondral y pérdida de la función articular normal). El compromiso de la cadera y las rodillas son una causa común de discapacidad.
Es la enfermedad reumática más frecuente, especialmente entre personas de edad avanzada. Se presenta de forma prematura en personas con enfermedades genéticas que afectan al tejido conectivo, como el síndrome de Ehlers-Danlos y el síndrome de hiperlaxitud articular.
La prevalencia de artrosis en España en una o más de las localizaciones estudiadas fue de 29,35 %. La prevalencia de artrosis-cervical fue del 10,10 % y de artrosis-lumbar del 15,52 %. Ambas son más frecuentes en mujeres y a mayor edad, así como en personas con niveles de estudios bajos y obesidad.

## Etimología
Osteoartritis deriva del prefijo griego osteo-, que significa "del hueso", combinado con artritis: artr-, que significa "articulación", e -itis, cuyo significado ha llegado a ser asociado con inflamación. Así, -itis de osteoartritis puede ser considerado engañoso ya que la inflamación no es una característica conspicua. Algunos médicos se refieren a esta condición como osteoartrosis para denotar la ausencia de una respuesta inflamatoria.

## Epidemiología

### Factores de riesgo
- Edad: personas adultas sobre los 60 años.
- Sexo: Igual para ambos sexos, pero en las mujeres se presenta a edades más tempranas (45 años).
  - Mujeres: Predomina en las rodillas y en las articulaciones interfalángicas (manos).
  - Hombres: Predomina en la cadera.
- Obesidad: Cuadruplica el riesgo si la persona se encuentra por encima del IMC considerado normal.

## Etiología

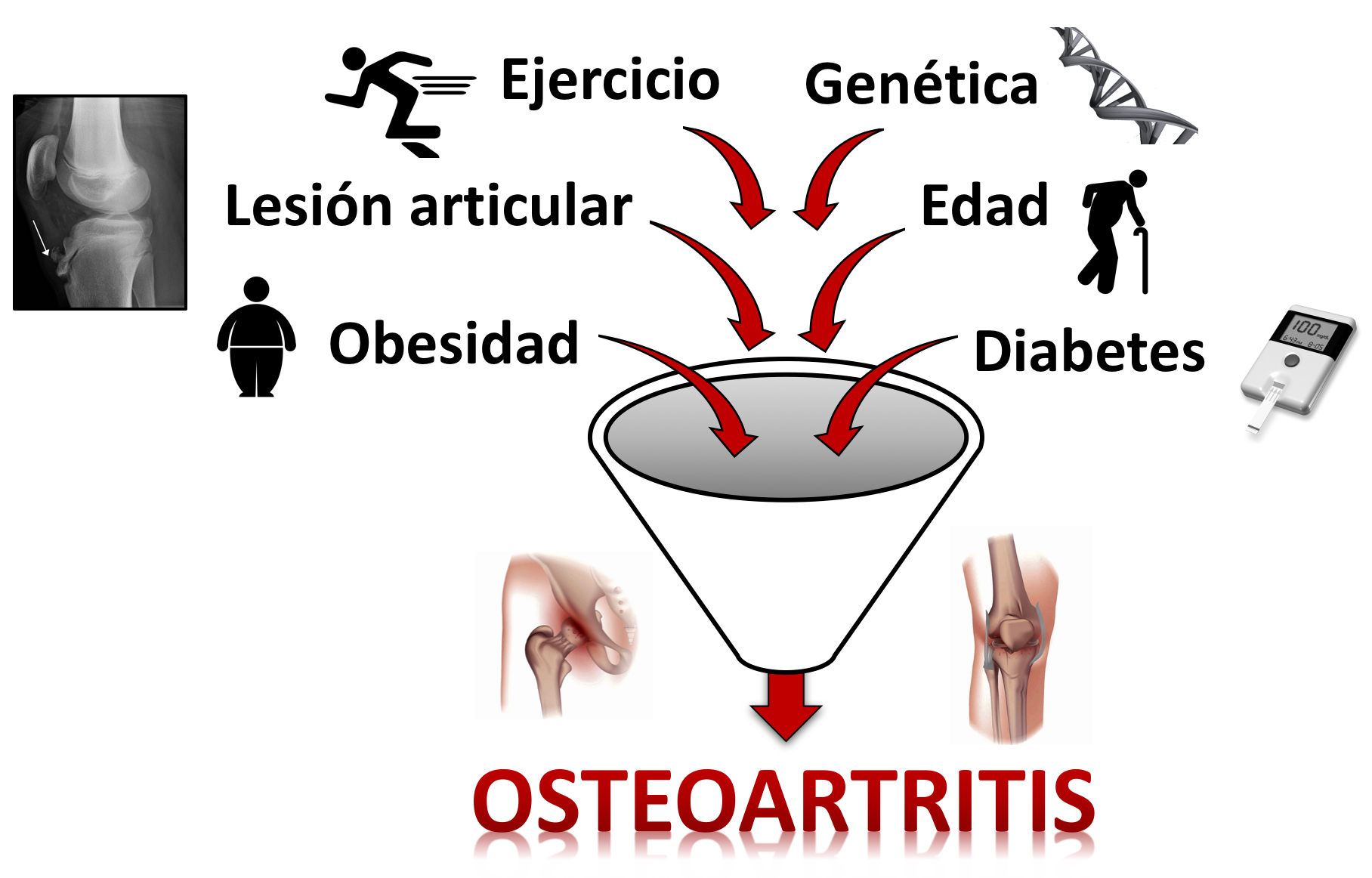
Principales factores etiológicos en el desarrollo de osteoartritis

La osteoartritis es una enfermedad de etiología multifactorial, aunque todavía se desconocen con exactitud todos los factores que pueden influir en su desarrollo.
A pesar de tratarse de una enfermedad degenerativa, se ha observado que presenta una heredabilidad elevada (aproximadamente del 50 %) y, hasta la fecha, se han descrito un total de 21 loci (posición fija en un cromosoma) asociados con su desarrollo. Recientemente, se ha llevado a cabo un estudio a gran escala, con el fin de esclarecer la etiopatogenia de la osteoartritis, en el que analizan la información genética de más de 300 000 individuos, a partir de muestras procedentes de un biobanco del Reino Unido.
Teniendo en cuenta los resultados de este y otros trabajos previos, los loci asociados con el desarrollo de osteoartritis explican el 26,3 % de la variabilidad de esta enfermedad. Adicionalmente, los estudios indican que la degradación del cartílago articular es un elemento clave en el desarrollo de osteoartritis y la regulación de los genes implicados en el metabolismo del cartílago podría tener un papel clave en la patogenia de la enfermedad.

### Estudio genómico
En primer lugar, se lleva a cabo un discovering GWAS (estudio de asociación del genoma completo), en el que, a partir de 138 997 individuos (Reino Unido) y 805 938 SNPs, identifican más de 70 millones de variantes, con un P valor inferior a 1 x 10-5. Posteriormente, hacen una replicación in silico en la que analizan 264 362 individuos de una población independiente (Islandia) e identifican 173 de las variantes previamente obtenidas en el discovering GWAS, con un P valor inferior a 2,9 × 10-4. Finalmente, realizan un metaanálisis a partir de 327 918 muestras (Reino Unido) y logran identificar 6 nuevas variantes con un P valor inferior a 2,8 × 10-8, y otras 3 variantes con un valor P justo por debajo del límite de significación estadística. Por tanto, identifican 9 variantes con una posible implicación en el desarrollo de osteoartritis: 3 de estas variantes se localizan en regiones intergénicas, y las otras 6 en intrones.

### Estudio funcional
Para determinar la función de estas regiones no codificantes de ADN en la osteoartritis, es necesario realizar estudios funcionales que tengan en cuenta el contexto de la patología, ya que la mayoría de regiones no codificantes participan en la regulación de la expresión génica. Como se ha descrito que los cambios en el cartílago articular preceden al desarrollo de los síntomas de osteoartritis, los autores llevan a cabo un análisis experimental en condrocitos. Analizan los genes codificantes situados a una distancia de 1 Mb de las variantes identificadas en los análisis anteriores, a partir de condrocitos obtenidos de muestras de cartílago intacto y de cartílago degradado de pacientes con osteoartritis; utilizando técnicas de proteómica cuantitativa y RNA-seq. Los resultados obtenidos indican que el metabolismo del cartílago articular tiene un papel clave en el desarrollo de la osteoartritis, pues todas las variaciones de expresión encontradas están relacionadas con esta función.

### Correlación con otros fenotipos
Por otra parte, los autores observan que existe una fuerte correlación entre la osteoartritis de cadera y la osteoartritis de rodilla, lo cual indica que comparten una base genética común. Además, también encuentran asociación con otros fenotipos, como: elevado índice de masa corporal, diabetes tipo 2, depresión y alteraciones reproductivas, entre otros. Sin embargo, se cree que muchos de estos fenotipos pueden ser secundarios al elevado índice de masa corporal, por lo que su implicación en la etiología de la osteoartritis no está clara.

## Patogenia
En la artrosis, la superficie del cartílago se rompe y se desgasta, lo que provoca que los huesos se muevan el uno contra el otro y genera fricción, dolor, hinchazón y pérdida de movimiento en la articulación. Con el tiempo, la articulación llega a perder su forma original, y pueden crecer en ella espolones. Además, pueden desprenderse trozos de hueso y de cartílago y flotar dentro del espacio de la articulación (ratones articulares), lo que genera más dolor y daño.
La artrosis puede afectar a cualquier articulación del cuerpo. No obstante, las más frecuentes son la artrosis de la espalda, que suele afectar al cuello y a la zona baja de la espalda (artrosis lumbar); la artrosis de la cadera, la de rodilla y la artrosis de manos, trapecio-metacarpiana (rizartrosis) y pies, que suele presentarse a partir de los 50 años.

## Clasificación
Desde 1983 se encuentra en vigor la histórica clasificación de artrosis propuesta por el Colegio Estadounidense de Reumatología (ACR), que distinguía la artrosis primaria de la secundaria. La artrosis primaria se definía como una expresión de la degeneración idiopática en articulaciones previamente sanas y en correctas condiciones, sin un claro mecanismo causal.
Durante los últimos años, una gran cantidad de pruebas ha proporcionado nuevos conocimientos sobre la bioquímica y la biología molecular del cartílago, el hueso subcondral y otros tejidos articulares, lo que sugiere diferentes mecanismos etiopatogénicos en algunas formas de artrosis primaria. Por tanto, con los últimos conocimientos científicos no debe considerarse en la actualidad la artrosis primaria como de causa desconocida.
Gracias a los mayores conocimientos sobre la artrosis se está modificando el criterio de clasificación.
El grupo de Herrero-Beaumount ha propuesto una nueva clasificación etiopatogénica de la artrosis primaria a la luz de los importantes avances que se han producido en este campo de la patología, distinguiendo tres tipos etiológicos integrando la artrosis primaria: 
1. La artrosis tipo I, de causa genética.
2. La artrosis tipo II, hormonodependiente (postmenopáusica).
3. La artrosis tipo III, relacionada con la edad.

La artrosis tipo I, de causa genética, es una enfermedad hereditaria —descrita por vez primera por Kellegren y Moore y Steecher— en la que existe una predisposición familiar.
La artrosis tipo II, dependiente de las hormonas estrogénicas, está relacionada con los niveles de hormonas esteroideas, particularmente con los niveles de estrógenos. El máximo pico de prevalencia de artrosis en mujeres con relación a los hombres se asocia con la edad de la menopausia. La prevalencia de artrosis en las manos, cadera, rodillas, y múltiples articulaciones (artrosis generalizada) tiene una significación más alta en mujeres que en hombres después de los 50 años. Existe una asociación entre los niveles bajos de estrógenos y las radiografías de rodilla, en mujeres postmenopaúsicas. El polimorfismo del gen 1 del receptor de estrógenos se ha asociado con artrosis en diferentes poblaciones. El rápido descenso en la producción de estrógenos que acontece en la menopausia también puede acelerar la pérdida de masa muscular. Basado en las evidencias, es posible afirmar que la artrosis tipo II se desarrolla en los primeros años de la menopausia y que es un síndrome distinto, con claras diferencias tanto de la artrosis genética o tipo I como la relacionada por la edad (tipo III). 
La artrosis tipo III está estrechamente relacionada con la edad. Ha sido considerada como prototipo de envejecimiento. Su prevalencia se incrementa rápidamente con los años, siendo casi universal su presencia en personas mayores. En las investigaciones, se ha considerado que los cambios que se producen en los tejidos musculoesqueléticos son consecuencia ineludible del paso del tiempo.

## Cuadro clínico
Comúnmente la artrosis comienza lentamente. Tal vez se inicie con dolor en las articulaciones después de hacer ejercicio o algún esfuerzo físico. La artrosis puede afectar a cualquier articulación, pero ocurre más frecuentemente en la espina dorsal, manos, caderas o rodillas.
La artrosis en los dedos al parecer se presenta en algunas familias y no en otras, por lo que se piensa que podría ser hereditaria. Se ha observado que afecta más a mujeres que a hombres, especialmente después de la menopausia. Pueden aparecer pequeños nódulos de huesos en las articulaciones de los dedos. Nódulos de Heberden, en las articulaciones interfalángicas distales de las manos, o nódulos de Bouchard si están en la parte proximal. Los dedos se pueden hinchar, ponerse rígidos y torcerse. Los dedos pulgares de las manos también pueden resultar afectados (rizartrosis del pulgar).
Las rodillas son las articulaciones sobre las que se carga la mayor parte del peso del cuerpo (junto con los tobillos, pero estos se mueven mucho menos que las rodillas), así que las expone a que sean mayormente afectadas por la artrosis. Se pueden poner rígidas, hinchadas y doloridas, lo que hace que sea difícil caminar, subir escaleras, sentarse y levantarse del asiento, y usar bañeras. Si no se recibe tratamiento, la artrosis en las rodillas puede llevar a discapacidad. A la artrosis de las rodillas se le denomina gonartrosis.
En las caderas la artrosis puede causar dolor, rigidez e incapacidad grave. Las personas con este padecimiento pueden sentir dolor en las caderas, en las ingles, en la parte interior de los muslos o en las rodillas. La artrosis en la cadera puede limitar mucho los movimientos y el acto de agacharse. El resultado es que actividades de la vida diaria como vestirse y el cuidado de los pies pueden resultar todo un reto. A la artrosis de las caderas se le llama coxartrosis.
Rigidez y dolor en el cuello o en la parte de abajo de la espalda pueden ser el resultado de artrosis de la espina dorsal. También puede generar debilidad o adormecimiento en los brazos o en las piernas y deterioro funcional. Según la localización específica de la artrosis en la columna vertebral, el padecimiento se denomina lumboartrosis (vértebras lumbares) o cervicoartrosis (vértebras cervicales).

## Tratamiento
Tradicionalmente el tratamiento farmacológico que se ha empleado para hacer frente a la artrosis ha sido únicamente sintomático. Debido a que la posibilidad de sanación o de detención de la enfermedad era completamente nula, el objetivo de los tratamientos se ha centrado en erradicar en lo posible el dolor y otras molestias asociadas a esta patología mediante la administración de analgésicos y antiinflamatorios.
En general, los reumatólogos recetan analgésicos como el paracetamol y antiinflamatorios como el ibuprofeno para el tratamiento de la artrosis, pero se debe tener en cuenta el estado del aparato gastrointestinal, para evitar el surgimiento de síntomas a este nivel o el empeoramiento de los ya existentes.
Estos tratamientos farmacológicos son en principio eficaces para reducir la inflamación, el dolor y así poder revertir la falta de la movilidad, de forma que se recupere la calidad de vida perdida por el desgaste de los cartílagos en las articulaciones afectadas por la artrosis.
A la hora de elegir el medicamento o tratamiento más adecuado para la artrosis que sufrimos, el médico prescribirá los medicamentos que sean mejores en función de la edad, el avance de la artrosis, otra medicación que se esté ya tomando para otras patologías o las alergias que se tengan a ciertos medicamentos.
Los medicamentos o tratamientos para la artrosis tienen diferentes propósitos:
- Reducir la inflamación.
- Aliviar el dolor.
- Recuperar la movilidad.
- Ralentizar el avance de la artrosis.

Algunos medicamentos y tratamientos por vía oral o intravenosa pueden causar efectos secundarios. Si se nota algún cambio inusual o indeseable, se ha de informar al médico.
Los medicamentos o tratamientos tópicos tienen menos riesgo de efectos secundarios y pueden ser una opción muy eficaz cuando la artrosis que se sufre en articulaciones como: rodillas, manos, codos, hombros, cervicales o la parte de las lumbares en la espalda.
Los medicamentos y tratamientos tópicos más comunes para la artrosis son cremas, geles, pulverizadores (sprays) o fluidos con un porcentaje de antiinflamatorios y calmantes en su formulación. Estos pueden ser medicamentos como el ibuprofeno, diclofenaco, naproxeno, etofenamato, paracetamol. La utilidad de otro tipo de «remedios» aún no se ha demostrado científicamente.
En casos en los que los medicamentos no se puedan administrar por vía oral, intravenosa o tópica por tener alergia a estos, como sucede comúnmente con los AINEs, por padecer alguna enfermedad en la que estén contraindicados, como una patología gástrica o circulatoria, por no sentir su efecto o simplemente porque ya se toman demasiadas medicinas y se quiere optar por una terapia natural y en muchos casos más efectiva que el medicamento, la opción de los antiinflamatorios y calmantes naturales mencionados antes es la alternativa más extendida en algunas fórmulas que pueden encontrarse en las farmacias y en herbolarios.
A lo anterior, es importante remarcar que el estilo de vida saludable, una buena alimentación, un peso correcto, ejercicio físico moderado y dormir bien son la mejor base para prevenir la artrosis.

### Fármacos de acción sintomática lenta para la artrosis
Esta denominación viene del inglés Symptomatic Slow Acting Drug for Osteoarthritis (SYSADOA). Eran antiguamente denominados condroprotectores. Un metanálisis publicado en British Medical Journal en el 2010 afirma que son ineficaces para el tratamiento de este padecimiento.
En este metaanálisis se evaluó el efecto sintomático y modificador —de la enfermedad— tanto de condroitín sulfato como de glucosamina y su combinación, y se llegó a la conclusión de que ninguno de los productos presenta eficacia clínica en el tratamiento de la artrosis.
Uno más de los tratamientos que se han investigado consiste en la aplicación de ácido hialurónico. Sin embargo, este ha sido clínicamente inefectivo para el tratamiento de la cadera y de las rodillas.